# Gabriele Antonini
Gabriele Antonini (* 16. April 1937 in Rom) ist ein italienischer Schauspieler.

## Leben
Antonini wurde von Mario Monicelli für die Rolle des verliebten Jungen in Padri e figli besetzt, als dieser noch das Gymnasium besuchte. Der mittelgroße und attraktive jugendliche Darsteller spielte in den folgenden Jahren in einigen Filmen, darunter vielen Sandalenfilmen, den burschikosen Freund des Hauptdarstellers oder den jungen Mann aus gutem Hause. Daneben verfolgte er eine Karriere am Theater, wo er unter Luchino Visconti in Blick von der Brücke sowie in Mrs. Gibbons' Boys und Diego Fabbris Figli d'arte. In den 1960er Jahren war Antonini auch für das Fernsehen aktiv, wo er auch nach Anbruch der 1970er Jahre ab und zu zu sehen war.

## Filmografie (Auswahl)
- 1957: Väter und Söhne (Padri e figli)
- 1958: Die unglaublichen Abenteuer des Herkules (Le fatiche di Ercole)
- 1959: Herkules und die Königin der Amazonen (Ercole e la regina di Lidia)
- 1959: Judith – Das Schwert der Rache (Giuditta e Oloferne)
- 1961: Maciste in der Gewalt des Tyrannen (Maciste alla corte del gran Khan)
- 2002: Ein Leben für den Frieden – Papst Johannes XXIII. (Papa Giovanni – Ioannes XXIII)